# Lyonsia arcaeformis
Lyonsia arcaeformis is een tweekleppigensoort uit de familie van de Lyonsiidae. De wetenschappelijke naam van de soort is voor het eerst geldig gepubliceerd in 1885 door Martens.